# Эктон, Бриджитт
Бриджитт Эктон (англ. Brigitte Acton, род. 30 ноября 1985 года, Су-Сент-Мари) — канадская горнолыжница, участница двух Олимпийских игр. Наиболее успешно выступала в слаломе и комбинации. Жена хоккеиста Майка Смита.

## Карьера
В Кубке мира Эктон дебютировала в 2003 году, в феврале 2005 года впервые попала в десятку лучших на этапе Кубка мира, в комбинации. Всего имеет на своём счету 2 попадания в десятку лучших на этапах Кубка мира, оба в комбинации. Лучшим достижением Эктон в общем зачёте Кубка мира является 61-е место в сезоне 2005-06.
На Олимпиаде-2006 в Турине стартовала в трёх дисциплинах: комбинация — 10-е место, слалом — 17-е место, гигантский слалом — 11-е место.
На Олимпиаде-2010 в Ванкувере стала 17-й в слаломе.
За свою карьеру участвовала в трёх чемпионатах мира, медалей не завоёвывала, лучший результат 12-е место в комбинации на чемпионате-2005 в итальянском Бормио.
По окончании сезона 2009-10 Бриджитт Эктон объявила о завершении спортивной карьеры.

## Семья
У Бриджитт Эктон очень спортивная семья. Её мать Диана Прэтт была участницей горнолыжного турнира на Олимпиаде-1972 в Саппоро. Отец Гордон Эктон, а также сестра Лис-Мари Эктон, дяди Рэймонд Прэтт и Майкл Прэтт и тетя Клод Прэтт, входили в состав национальной сборной Канады по горным лыжам. 3 сентября 2010 года Бриджитт Эктон вышла замуж за вратаря команды НХЛ «Тампа Бэй Лайтнинг» Майка Смита.